# Guts World Tour
Tournées par Olivia Rodrigo
Sour Tour
(2022)
Guts World Tour est la deuxième tournée de l'auteure-compositrice américaine Olivia Rodrigo prévue en 2024 pour promouvoir son deuxième album Guts. La tournée de 57 dates à travers l'Europe et l'Amérique du Nord commence la 23 février 2024 à Palm Springs (États-Unis) pour se terminer le 17 août 2024 à Inglewood (États-Unis).

## Contexte
Le Guts World Tour est sa deuxième tournée et sa première tournée des arénas, et fait suite à la première, le Sour Tour (2022).
Le deuxième album d'Olivia Rodrigo, Guts, sort le 8 septembre 2023. Peu avant l'annonce des premières dates, la tournée est teasée par la chanteuse et certaines des salles dans lesquelles il est prévu qu'elle performe. Le 13 septembre, la première partie de la tournée qui sillonnera l'Amérique du Nord et l'Europe est officiellement annoncée à travers ses réseaux sociaux. Pour avoir une chance d'obtenir l'accès à la vente des billets, les fans sont invités à s'enregistrer avant le 17 septembre à 10 h ET via des questionnaires mis en ligne par Ticketmaster dans chaque pays concerné pour la vente prévue le 21 septembre. Une prévente exclusive American Express est prévue le 20 septembre, réservée aux détenteurs d'une carte bancaire American Express. Le 15 septembre, 18 nouvelles dates sont ajoutées.

## Setlist
1. Bad Idea Right?
2. Ballad of a Homeschooled Girl
3. Vampire
4. Traitor
5. Drivers License
6. Teenage Dream
7. Pretty Isn't Pretty
8. Love Is Embarrassing
9. Making the Bed
10. Logical
11. Enough for You
12. Lacy
13. Jealousy, Jealousy
14. Can’t Catch Me Now
15. Happier
16. Favorite Crime
17. Deja Vu
18. The Grudge
19. Brutal
20. Obsessed
21. All-American Bitch

Encore
1. Good 4 U
2. Get Him Back!

### Invités surprises
- Le 9 mars à Nashville, elle interprète If It Makes You Happy en duo avec Sheryl Crow[3].
- Le 5 avril à New York, elle interprète Stick Season en duo avec Noah Kahan[4].
- Le 9 avril à New York, elle interprète You Were Mean for Me en duo avec Jewel[5].
- Le 17 mai à Londres, elle interprète Smile en duo avec Lily Allen[6].

## Dates
| Date             | Ville                 | Pays             | Lieu                     | Première partie  |
| Amérique du Nord | Amérique du Nord      | Amérique du Nord | Amérique du Nord         | Amérique du Nord |
| ---------------- | --------------------- | ---------------- | ------------------------ | ---------------- |
| 23 février 2024  | Palm Springs          | États-Unis       | Acrisure Arena           | Chappell Roan    |
| 24 février 2024  | Phoenix               | États-Unis       | Footprint Center         | Chappell Roan    |
| 27 février 2024  | Houston               | États-Unis       | Toyota Center            | Chappell Roan    |
| 28 février 2024  | Austin                | États-Unis       | Moody Center             | Chappell Roan    |
| 1er mars 2024    | Dallas                | États-Unis       | American Airlines Center | Chappell Roan    |
| 2 mars 2024      | La Nouvelle-Orléans   | États-Unis       | Smoothie King Center     | Chappell Roan    |
| 5 mars 2024      | Orlando               | États-Unis       | Amway Center             | Chappell Roan    |
| 6 mars 2024      | Miami                 | États-Unis       | Kaseya Center            | Chappell Roan    |
| 8 mars 2024      | Charlotte             | États-Unis       | Spectrum Center          | Chappell Roan    |
| 9 mars 2024      | Nashville             | États-Unis       | Bridgestone Arena        | Chappell Roan    |
| 12 mars 2024     | Saint-Louis           | États-Unis       | Enterprise Center        | Chappell Roan    |
| 13 mars 2024     | Omaha                 | États-Unis       | CHI Health Center        | Chappell Roan    |
| 15 mars 2024     | Saint Paul            | États-Unis       | Xcel Energy Center       | Chappell Roan    |
| 16 mars 2024     | Milwaukee             | États-Unis       | Fiserv Forum             | Chappell Roan    |
| 19 mars 2024     | Chicago               | États-Unis       | United Center            | Chappell Roan    |
| 20 mars 2024     | Chicago               | États-Unis       | United Center            | Chappell Roan    |
| 22 mars 2024     | Columbus              | États-Unis       | Nationwide Arena         | Chappell Roan    |
| 23 mars 2024     | Détroit               | États-Unis       | Little Caesars Arena     | Chappell Roan    |
| 26 mars 2024     | Montréal              | Canada           | Centre Bell              | Chappell Roan    |
| 27 mars 2024     | Montréal              | Canada           | Centre Bell              | Chappell Roan    |
| 29 mars 2024     | Toronto               | Canada           | Scotiabank Arena         | Chappell Roan    |
| 30 mars 2024     | Toronto               | Canada           | Scotiabank Arena         | Chappell Roan    |
| 1er avril 2024   | Boston                | États-Unis       | TD Garden                | Chappell Roan    |
| 5 avril 2024     | New York              | États-Unis       | Madison Square Garden    | The Breeders     |
| 6 avril 2024     | New York              | États-Unis       | Madison Square Garden    | The Breeders     |
| 8 avril 2024     | New York              | États-Unis       | Madison Square Garden    | The Breeders     |
| 9 avril 2024     | New York              | États-Unis       | Madison Square Garden    | The Breeders     |
| Europe           |                       |                  |                          |                  |
| 30 avril 2024    | Dublin                | Irlande          | 3Arena                   | Remi Wolf        |
| 1er mai 2024     | Dublin                | Irlande          | 3Arena                   | Remi Wolf        |
| 3 mai 2024       | Manchester            | Royaume-Uni      | Co-Op Live               | Remi Wolf        |
| 4 mai 2024       | Manchester            | Royaume-Uni      | Co-Op Live               | Remi Wolf        |
| 7 mai 2024       | Glasgow               | Royaume-Uni      | OVO Hydro                | Remi Wolf        |
| 8 mai 2024       | Glasgow               | Royaume-Uni      | OVO Hydro                | Remi Wolf        |
| 10 mai 2024      | Birmingham            | Royaume-Uni      | Utilita Arena            | Remi Wolf        |
| 11 mai 2024      | Birmingham            | Royaume-Uni      | Utilita Arena            | Remi Wolf        |
| 14 mai 2024      | Londres               | Royaume-Uni      | O2 Arena                 | Remi Wolf        |
| 15 mai 2024      | Londres               | Royaume-Uni      | O2 Arena                 | Remi Wolf        |
| 17 mai 2024      | Londres               | Royaume-Uni      | O2 Arena                 | Remi Wolf        |
| 18 mai 2024      | Londres               | Royaume-Uni      | O2 Arena                 | Remi Wolf        |
| 21 mai 2024      | Anvers                | Belgique         | Palais des sports        | Remi Wolf        |
| 22 mai 2024      | Anvers                | Belgique         | Palais des sports        | Remi Wolf        |
| 24 mai 2024      | Amsterdam             | Pays-Bas         | Ziggo Dome               | Remi Wolf        |
| 25 mai 2024      | Amsterdam             | Pays-Bas         | Ziggo Dome               | Remi Wolf        |
| 28 mai 2024      | Oslo                  | Norvège          | Spektrum                 | Remi Wolf        |
| 30 mai 2024      | Copenhague            | Danemark         | Royal Arena              | Remi Wolf        |
| 1er juin 2024    | Berlin                | Allemagne        | Mercedes-Benz Arena      | Remi Wolf        |
| 4 juin 2024      | Hambourg              | Allemagne        | Barclays Arena           | Remi Wolf        |
| 5 juin 2024      | Francfort-sur-le-Main | Allemagne        | Festhalle                | Remi Wolf        |
| 7 juin 2024      | Munich                | Allemagne        | Olympiahalle             | Remi Wolf        |
| 9 juin 2024      | Bologne               | Italie           | Unipol Arena             | Remi Wolf        |
| 11 juin 2024     | Zurich                | Suisse           | Hallenstadion            | Remi Wolf        |
| 12 juin 2024     | Cologne               | Allemagne        | Lanxess Arena            | Remi Wolf        |
| 14 juin 2024     | Paris                 | France           | Accor Arena              | Remi Wolf        |
| 15 juin 2024     | Paris                 | France           | Accor Arena              | Remi Wolf        |
| 18 juin 2024     | Barcelone             | Espagne          | Palau Sant Jordi         | Remi Wolf        |
| 20 juin 2024     | Madrid                | Espagne          | WiZink Center            | Remi Wolf        |
| 22 juin 2024     | Lisbonne              | Portugal         | Altice Arena             |                  |
| 23 juin 2024     | Lisbonne              | Portugal         | Altice Arena             |                  |
| Amérique du Nord |                       |                  |                          |                  |
| 19 juillet 2024  | Philadelphie          | États-Unis       | Wells Fargo Center       | PinkPantheress   |
| 20 juillet 2024  | Washington            | États-Unis       | Capital One Arena        | PinkPantheress   |
| 23 juillet 2024  | Atlanta               | États-Unis       | State Farm Arena         | PinkPantheress   |
| 24 juillet 2024  | Lexington             | États-Unis       | Rupp Arena               | PinkPantheress   |
| 26 juillet 2024  | Kansas City           | États-Unis       | T-Mobile Center          | PinkPantheress   |
| 27 juillet 2024  | Oklahoma City         | États-Unis       | Paycom Center            | PinkPantheress   |
| 30 juillet 2024  | Denver                | États-Unis       | Ball Arena               | PinkPantheress   |
| 31 juillet 2024  | Salt Lake City        | États-Unis       | Delta Center             | PinkPantheress   |
| 2 août 2024      | San Francisco         | États-Unis       | Chase Center             | PinkPantheress   |
| 3 août 2024      | San Francisco         | États-Unis       | Chase Center             | PinkPantheress   |
| 6 août 2024      | Seattle               | États-Unis       | Climate Pledge Arena     | PinkPantheress   |
| 7 août 2024      | Seattle               | États-Unis       | Climate Pledge Arena     | PinkPantheress   |
| 9 août 2024      | Vancouver             | Canada           | Rogers Arena             | PinkPantheress   |
| 10 août 2024     | Portland              | États-Unis       | Moda Center              | PinkPantheress   |
| 13 août 2024     | Los Angeles           | États-Unis       | The Forum                | The Breeders     |
| 14 août 2024     | Los Angeles           | États-Unis       | The Forum                | The Breeders     |
| 16 août 2024     | Los Angeles           | États-Unis       | The Forum                | The Breeders     |
| 17 août 2024     | Los Angeles           | États-Unis       | The Forum                | The Breeders     |